# 詹姆斯·乔伊斯
詹姆斯·奥古斯丁·阿洛伊修斯·乔伊斯（英語：James Augustine Aloysius Joyce，1882年2月2日—1941年1月13日），爱尔兰作家和诗人，20世纪最重要的小说家之一。代表作包括短篇小说集《都柏林人》（1914）、长篇小说《一个青年艺术家的画像》（1916）、《尤利西斯》（1922）以及《芬尼根的守灵夜》（1939）。
尽管乔伊斯一生大部分时光都远离故土爱尔兰，但早年在祖国的生活经历却对他的创作产生了深远的影响。他的大部分作品都以爱尔兰为背景和主题。他所创作的小说大多根植于他早年在都柏林的生活，包括他的家庭、朋友、敌人、中学和大学的岁月。乔伊斯是用英文写作的现代主义作家中将国际化因素和乡土化情节结合最好的人。

## 早年生活

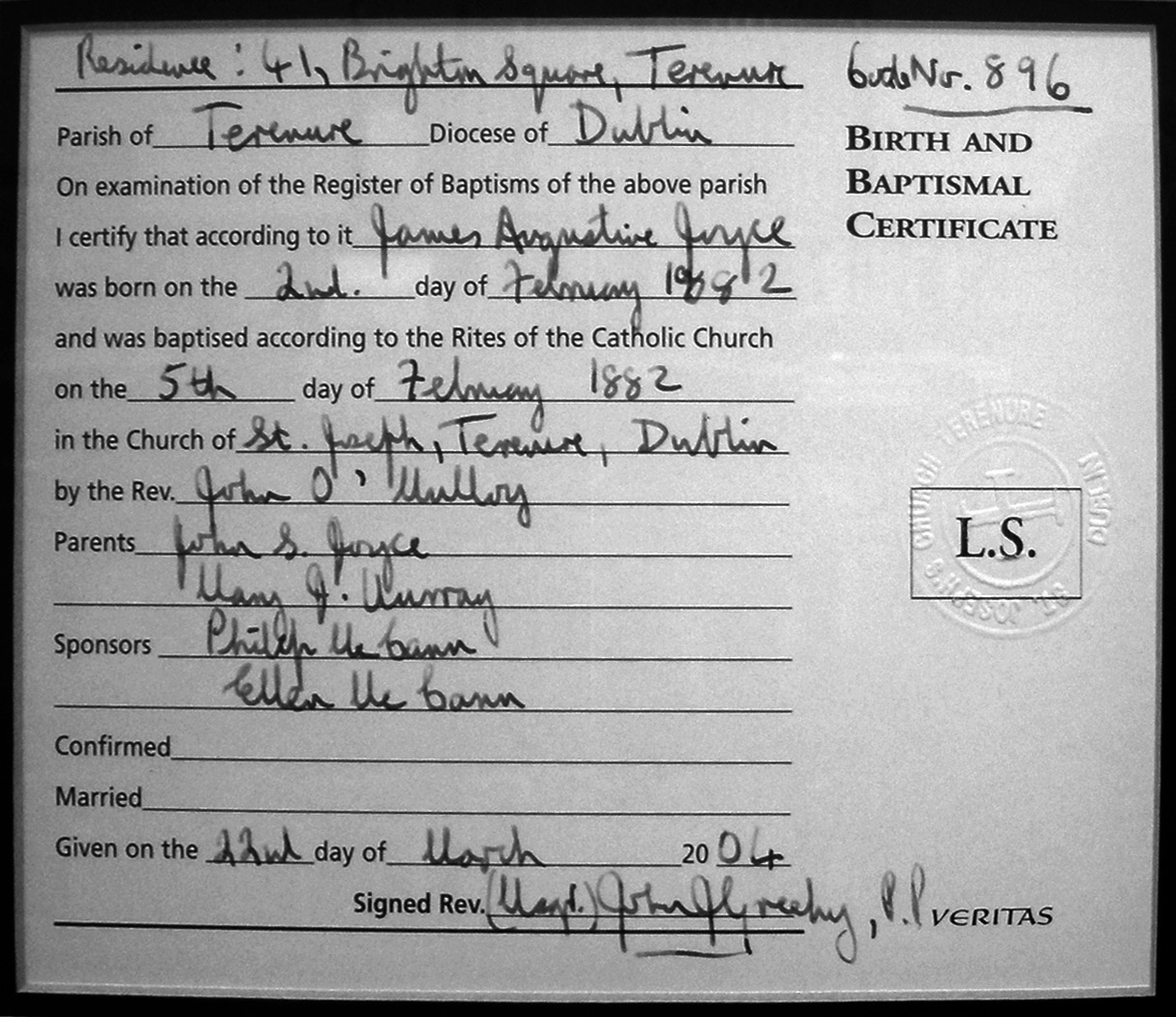
乔伊斯的出生和受洗证明

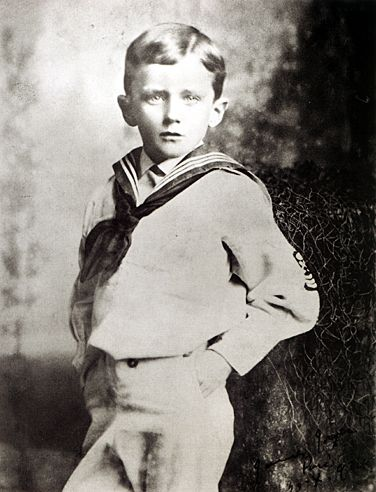
6岁时的乔伊斯，摄于1888年

乔伊斯出生于都柏林近郊拉斯加地区的一个富裕的天主教家庭。他的父系祖上曾是科可市富庶的商贾。1887年，乔伊斯的父亲约翰·乔伊斯开始担任都柏林公司的征款员一职，于是乔伊斯的家庭搬迁由拉斯加区搬迁至雷区。1891年，乔伊斯為缅怀查尔斯·斯图亚特·帕内尔的死，创作了他的第一首诗。由于他的父亲对于罗马天主教对待帕内尔的态度非常恼火，于是将儿子的這首诗印刷出版，甚至给梵蒂冈图书馆也寄了一本。同年11月，约翰·乔伊斯就职于登记企业破产的官方机构《斯塔布斯公报》。1893年，他拿着一份养老金离职。这一年也是乔伊斯家庭开始由富裕变贫穷的转折点，造成这一状况的主要原因是乔伊斯父亲的酗酒问题以及对家庭财产的管理不善。反复出现在乔伊斯的小说《一个青年艺术家的画像》、《尤利西斯》以及《都柏林人》中的人物西蒙·德拉鲁斯就以他的父亲为原型。
乔伊斯於1888年進入伍德小学就读。这是位于基尔代尔郡的一所寄宿学校。然而四年之后，因为他的父亲已经无力再负担学费，他不得不离开这所学校。辍学之后，乔伊斯曾经接受过短暂的家庭教育，並就讀位于北里士蒙大街的基督教兄弟会学校。1893年，乔伊斯转入贝尔维德中学。尽管乔伊斯一直就读于基督教会学校，在16岁那年他却和天主教决裂。然而，天主教哲学家圣托马斯·阿奎那的思想却对作家的一生产生了巨大的影响。
1898年乔伊斯進入都柏林大学学院读書，修习现代语言，主修英语、法语和意大利语。同时，乔伊斯还参加了大量和戏剧、文学相关的社会活动。他曾于1900年发表过一篇题为《亨利·易卜生的新戏剧》的文学评论。后来，易卜生本人读到这篇评论，还给他写了一封热情洋溢的信。在大学期间，乔伊斯写了大量文章以及至少两个剧本（如今都已经散佚）。后来，乔伊斯经常以大学时代的朋友为原型创作小说中的人物。

## 流亡生活以及早期创作

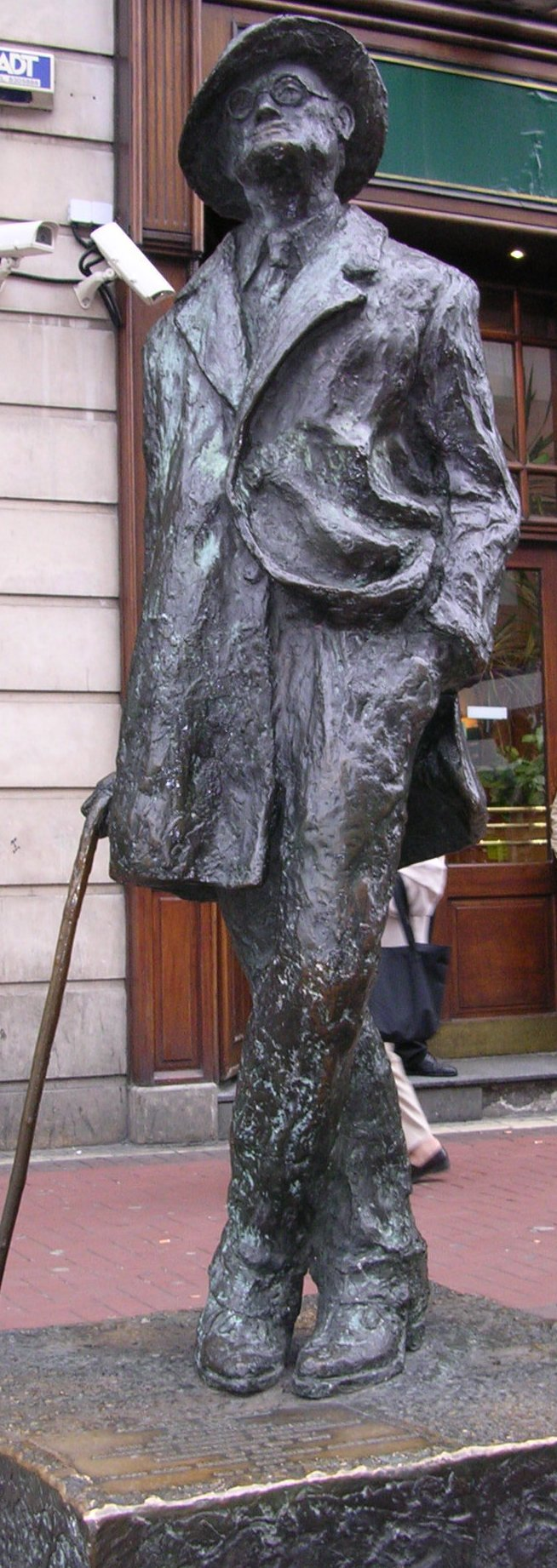
位於都柏林的乔伊斯全身雕像

1902年，乔伊斯第一次来到巴黎，目的是修习医学。1903年他因母亲病危而返回爱尔兰。次年一月，乔伊斯写了一篇关于美学的散文，题为《一位艺术家的画像》。乔伊斯将此文向一直倡导思想自由的杂志《Dana》投稿，却被拒绝。于是乔伊斯决定在他22岁那年将之改写成一部小说，题目暂定为《英雄斯蒂芬》。同年，乔伊斯结识了年轻的旅馆女服务员诺拉·伯娜科。乔伊斯的小说《尤利西斯》中故事发生的日期1904年6月16日，就是乔伊斯和这位后来成为他妻子的女人第一次约会的日期。乔伊斯在爱尔兰的这段时间染上了酗酒的恶习，并和学医学的奥列佛·圣约翰·格加蒂过从甚密，此人后来成为《尤利西斯》中的人物巴克·穆利根的原型。乔伊斯在格加蒂的海滨城堡中住了六个晚上，之后两人之间发生了一场激烈的争吵，导致了乔伊斯的离去。那天晚上乔伊斯在一间妓院喝得酩酊大醉，并和别人寻衅打架。后来是他父亲的熟人，犹太人阿尔弗莱德·亨特收留了他。此人就是《尤利西斯》中主人公利奥波德·布鲁姆的原型。
没过多久，乔伊斯和诺拉·伯娜科私奔，开始了流亡海外的生涯。他们先去了奧匈帝國統治下的普拉，然后又迁居奥匈帝国统治下的的里雅斯特，靠教授英文为生。在的里雅斯特乔伊斯结识了伊塔洛·斯韦沃(即埃托雷·施米茨)。他们于1907年结识，并成为好朋友。乔伊斯一生中大部分时光都是在欧洲大陆度过的。1915年乔伊斯移居苏黎世，并于1920年再次来到巴黎，在此度过了接下来的20年的光阴。在这20年中，他曾两次回爱尔兰小住。晚年他又搬回苏黎世，不过不久之后他便去世了。在巴黎期间，乔伊斯的文学创作得到了玛利亚·尤拉和尤金·尤拉夫妇的资助。在两人坚定不移的支持下，小说《芬尼根的守灵夜》才得以顺利出版。后来，尤拉夫妇曾经在文学杂志《转变》上以“前进中的努力”为题连载乔伊斯的小说。

### 《都柏林人》和《一个青年艺术家的画像》
乔伊斯早年在爱尔兰的生活对其小说创作产生了深远的影响。在他的小说中，故事的发生均以爱尔兰为地点。乔伊斯在早期出版的短篇小说集《都柏林人》中深入的剖析都柏林社会发展的迟缓和麻木。《都柏林人》的主题是“顿悟”，意指对灵魂或其他事物突然间的发现或自觉。
《一个青年艺术家的画像》就是那篇乔伊斯拟改写的《英雄斯蒂芬》。这部小说具有强烈的自传性质，记述的是一个天才男人逐渐成熟并认清自我的过程。主要人物名叫斯蒂芬·德拉鲁斯，影射作家本人。这部小说中乔伊斯的意识流创作技巧初露端倪，他运用大量心理独白，而且更多的关注人的内心世界而非客观现实。

### 戏剧和诗歌创作
早期的乔伊斯非常热衷于创作戏剧，然而他一生却只公开发表了一个剧本，题为《流亡者》。这个剧本诞生于一战刚刚爆发的1914年，在1918年公开发表。这个剧本起到了承接《都柏林人》和《尤利西斯》的重要作用。在构思《流亡者》期间，乔伊斯也开始动笔写《尤利西斯》。
乔伊斯也出版了相当数量的诗集。他的第一部成熟的诗作是具有讽刺风格的《神圣的办公室》，出版于1904年。在这部作品中乔伊斯声称自己比爱尔兰文艺复兴运动中的很多大师都要高明。乔伊斯的第一部大型诗集则是《室內樂》，里面收录了36首抒情诗。乔伊斯因这部诗集的出版而被艾兹拉·庞德列入意象派诗人之列。而庞德本人在随之而来的十几年里也成了乔伊斯最忠诚的支持者之一。1936年出版的《诗歌选集》收录了乔伊斯晚年的一些诗作。

## 《尤利西斯》

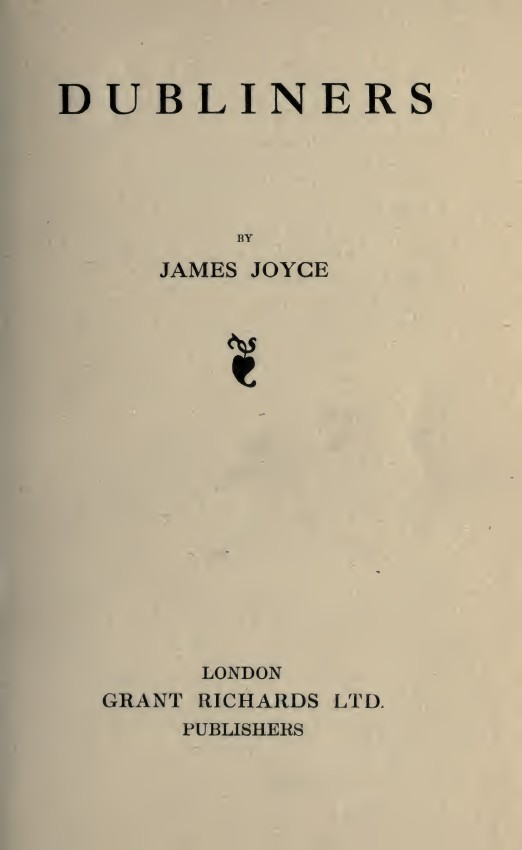
Dubliners, 1914

### 出版经历
乔伊斯于1906年完成《都柏林人》之后，便开始以前面提到的利奥波德·布鲁姆为人物原型构思新的小说《尤利西斯》。尽管创作《尤利西斯》的念头很早便在乔伊斯头脑中酝酿了，可是却直到1914年他才开始动笔。这部注定要震撼整个西方文学史的巨著于1921年10月完成。
在艾兹拉·庞德的帮助下，这部小说得以于1918年开始在美国文学刊物《小评论》上连载。这本杂志的主编是玛格丽特·安德森和简·希普，其背后的老板则是对现代文学和艺术有浓厚兴趣的纽约律师约翰·奎恩。不幸的是，《尤利西斯》被美国的书籍检查机构确定为淫秽刊物，其连载很快就中止了，两位编辑也因传播淫秽内容而获罪。一直到1933年，《尤利西斯》才得以在美国重见天日。
由于小说本身具有很大的争议性，乔伊斯在寻找出版商出版的时候遭遇了许多挫折。然而在1922年，《尤利西斯》还是由希尔维亚·比奇麾下的位于塞纳河左岸的著名出版社“莎士比亚及其伙伴”出版发行了，然而此时出版的是法文版本。小说的英文版本由乔伊斯的资助者哈里特·肖·威弗协助出版。英文版在美国仅仅刊行了500册，却还是被当局全部没收并禁毁。第二年，《尤利西斯》英文版再次印刷500册运往英国，却全部被位于福克斯通的英国海关焚毁。而同时，市面上开始出现大量由塞缪尔·罗斯的出版公司盗版印刷的《尤利西斯》，这些都使得小说的合法性问题更加恶化。1928年罗斯的行为被法院宣判有罪，他被责令立即停止刊行盗版。

### 《尤利西斯》和现代主义文学的崛起
1922年是英语现代主义文学发展关键的一年。这一年英语文学中出现了两部里程碑式的作品，一是艾略特的长诗《荒原》，一是乔伊斯的《尤利西斯》。在《尤利西斯》中，乔伊斯大量采用了意识流技巧、揶揄风格以及许多其他新的文学创作技巧来刻画人物。这部小说的全部故事情节都发生在一天之内：1904年6月16日。故事发生地点是都柏林“荷马”区的“奥德赛”。乔伊斯以希腊神话中的人物奥德修斯（《荷马史诗》之《奥德赛》中的人物，伊塞卡国王，在特洛伊战争中献木马计。“尤利西斯”是“奥德修斯”的拉丁语名称）、珀涅罗珀（奥德修斯的妻子，丈夫远征20年，期间她拒绝了无数求婚者）和忒勒马科斯（奥德修斯和珀涅罗珀的儿子）来喻指小说中的主要人物利奥波德·布鲁姆、他的妻子莫利·布鲁姆以及斯蒂芬·德拉鲁斯，以追求一种反讽的效果。《尤利西斯》全方位的呈现和描绘都柏林不同区域的人们的生存状态，主要表现这座城市的贫穷和枯燥。这部小说对都柏林的描绘可谓细致入微。乔伊斯甚至曾声称，如果都柏林在某场大浩劫中被毁，那么对这座城市的重建工作就应该完全按照《尤利西斯》中的记录来进行。为了追求对都柏林面貌描述的准确性，乔伊斯参考了1904年版的都柏林地址姓名录，其中记载了城市中每处民居和商业建筑的所有者。他甚至频繁地和他在都柏林的朋友联系，以获取详尽的信息。
《尤利西斯》全书分为18个章节，每个章节讲述一天中一个小时之内发生的事。全书的故事从早上8点开始，一直到次日凌晨2点结束。每个章节都具有独特叙事风格，且每一章都和《荷马史诗》之《奥德赛》的一个章节相对应。这种将多种风格融于一炉，以及在形式上追求极端、追求暗示性的特征是《尤利西斯》对20世纪现代主义文学最主要的贡献。《尤利西斯》将古希腊神话融入现代文学的叙事结构，在事无巨细的描述外部世界的同时又有对人物内心世界精彩的刻画。不过乔伊斯曾经不无惋惜的说：“我过于关注这部小说的结构了……大量的引用和窜改荷马史诗的章节标题抵损了《尤利西斯》和希腊神话之间的内在联系。”

## 《芬尼根的守靈夜》

### 创作历程
在完成《尤利西斯》之后，乔伊斯的创作进入了一个短暂的阻滞期。1923年10月，乔伊斯开始了对《芬尼根的守靈夜》的创作。在接下来的几年中，乔伊斯写作的速度非常快，但是进入30年代后他的写作速度明显的放缓下来。致使乔伊斯写作速度放缓的因素很多，包括1931年父亲的去世、他长期患有精神疾病的女儿露西娅以及他本人健康状况的恶化，尤其是视力的不断下降。他的很多作品都是在年轻的助手的协助下写成的，其中包括塞缪尔·贝克特。有一段时间，乔伊斯甚至考虑要将自己所有未完成的作品交由他的朋友詹姆斯·斯蒂芬斯来完成。
乔伊斯试图让别人来完成自己未竟作品《芬尼根的守靈夜》的想法激起了轩然大波，包括艾兹拉·庞德在内的很多好朋友都对此持反对态度。在这些压力下，乔伊斯还是坚持将这部作品完成。《芬尼根的守靈夜》于1939年5月4日出版。

### 风格与结构
在《芬尼根的守灵夜》中，乔伊斯将他的意识流技巧和梦境式的风格发挥到了极致。这部小说彻底背离了传统的小说情节和人物构造的方式，语言也具有明显的含混和暧昧的风格。乔伊斯甚至大量运用双关语，这都使得《芬尼根的守灵夜》显得比《尤利西斯》更加晦涩难懂。如果说《尤利西斯》描写的是一个城市一天的全部生活，那么《芬尼根的守靈夜》讲述的则是夜晚和梦幻的逻辑。然而尽管这部小说是如此的晦涩难懂，读者们还是可以大致可以理解小说中的主要人物和主线情节。
《芬尼根的守灵夜》中采用了大量用各种语言写成的双关语。包括贝克特在内的助手们的工作之一就是协助乔伊斯从各种语言中寻找词汇。到了晚年，随着乔伊斯视力的不断下降，他开始逐渐采用自己口述、由助手们记录的写作方式。
《芬尼根的守灵夜》中显著的历史感来源于历史哲学家维柯和布鲁诺思想的影响。维柯曾经提出人类历史是循环往复的，人类的文明要先后经历混沌、神权统治、贵族统治和民主政治，然后再次回归混沌，重新循环。小说的开头和结尾都明显的流露出维柯对乔伊斯的影响。此外，这部小说的第一句是写在最后一页上的，而最后一句则写在第一页上，体现了小说对“历史循环”的观点的赞同。乔伊斯曾说，这部小说是永远没有结局的，因为当人们终于读到最后一句的时候，发现自己又重新回到了小说的开头。阅读《芬尼根的守靈夜》是一个永远无法完成的过程。

## 对后世的影响

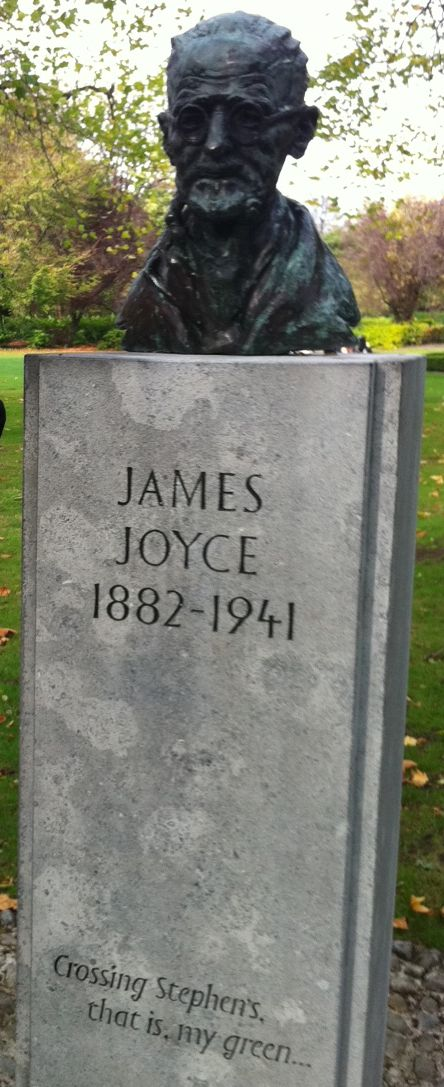
位于都柏林的詹姆斯·乔伊斯半身雕像

第二次世界大战爆发后，乔伊斯被迫离开巴黎，重新回到苏黎世，并最终在那里去世。去世后，乔伊斯被葬在苏黎世内的“弗伦特恩公墓”。后来他的妻子诺拉也和他合葬于此。两人相恋一生，终于在1931年结婚。
乔伊斯是20世纪最重要的作家之一，对包括塞缪尔·贝克特、托马斯·品钦、威廉·博罗斯在内的诸多年轻作家产生了深远的影响。
乔伊斯的影响力甚至超出了文学的范畴。在《芬尼根的守灵夜》一书中，乔伊斯自创了“夸克”（Quark）一词，这个词后来被物理学家默里·盖尔-曼吸纳，被用来命名一种基本粒子。法国哲学家雅克·德里达曾经专门就《尤利西斯》的语言风格写过一本专著，而美国哲学家唐纳德·戴维森则就《芬尼根的守灵夜》写出哲学著作。
在如今的都柏林，6月16日是一年一度的“布鲁姆日”（布鲁姆为《尤利西斯》的主要人物），用以纪念这位伟大的爱尔兰文学家。近些年来，对“布鲁姆日”的庆祝也逐渐的超越了都柏林一城的范围，扩展到越来越多的其他城市。
奈波爾說﹕“我沒法讀喬伊斯。他是個快要瞎了的作家，我理解不了快瞎了的人寫的東西，他就知道寫都柏林和他自己的反叛、天主教的罪過。他對世界不感興趣……他的作品沒有普世意義……他的想像力太差，無聊地記錄他周圍那些瑣碎事。”
翻譯過《尤利西斯》的中國作家蕭乾曾在《瑞士之行》中表示：“这里躺着世界文学界一大叛徒。他使用自己的天才和学识向极峰探险，也可以说是浪费了一份禀赋去走死胡同。究竟是哪一样，本世纪恐难下断语。”夏志清則表示：“從客觀來看，喬伊斯走的是一條死路。”

## 乔伊斯与宗教

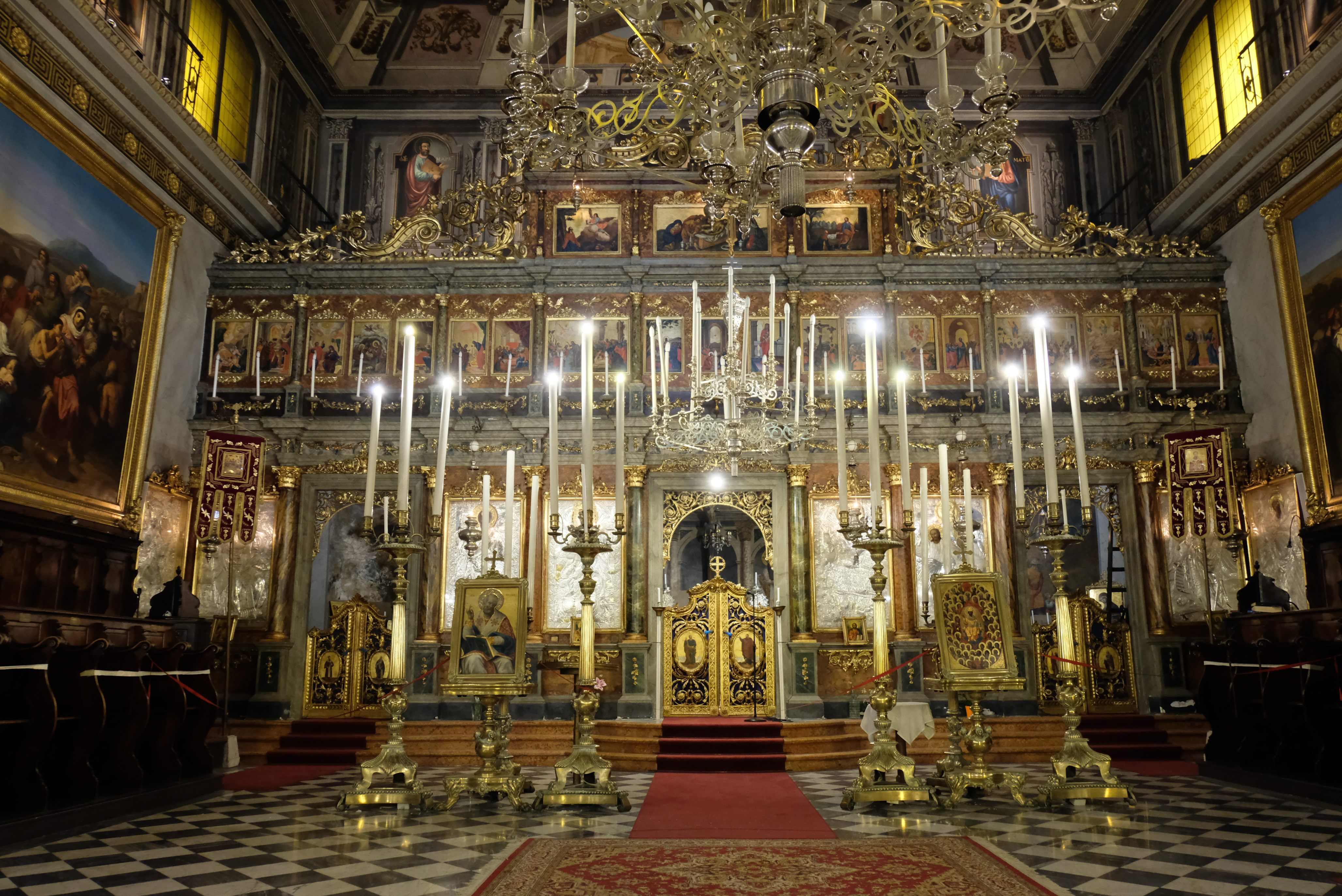
位于的里雅斯特的东正教希腊圣尼古拉堂的内部，乔伊斯偶尔会在那里参加礼拜。图片显示圣尼古拉堂的圣像，两侧是蜡烛。

乔伊斯与宗教有着复杂的关系。 早年，他放弃了罗马天主教。 根据他自己的第一手陈述，1904年，乔伊斯对他刚刚认识的诺拉说：““我的思想拒绝接受整个当前的社会秩序和基督教家庭，拒绝接受公认的美德、生活阶级和宗教教义 ... 六年前，我离开了天主教会，非常痛恨它。由于我的天性冲动，我发现我不可能继续留在里面。当我还是一名学生的时候，我对它进行了秘密战争，拒绝接受它提供给我的职位。这样做，我使自己成为了一个乞丐，但我保留了我的骄傲。现在我以写作、言行向它开战。” 斯坦尼斯劳斯写道：“这已经成为我哥哥的一些评论家的时尚 ... 将他描绘成一个渴望他所抛弃的古老教会的人，在没有他所生长的宗教信仰的情况下，他失去了道德支撑。没有比这更离谱的了。我确信，从来没有任何信仰危机。他内心的活力把他赶出了教会。” 当一位天主教神父提议为乔伊斯的葬礼举行宗教仪式时，诺拉谢绝了，说：“我不能这样对他。”}} 证明他不认为自己是天主教徒。然而，他的作品深受天主教的影响。 尤其是，他的知识基础是建立在他早期的耶稣会教育中。 科勒姆表示：“我从来没有见过像乔伊斯这样在结构上具有如此基本天主教思想的人，也从未见过教会、其仪式、象征和神学宣言给人留下如此深刻印象的人”。 即使在他离开爱尔兰后，他有时也会去教堂。住在的里雅斯特时，他很早就起床，参加圣周四和耶稣受难节的天主教弥撒，乔伊斯告诉斯坦尼斯劳斯“耶稣受难日的弥撒在我看来是一部很棒的戏剧”。 或者偶尔参加东正教的仪式，表示他更喜欢这些仪式。
许多天主教评论家认为乔伊斯从未完全放弃自己的信仰， 在他的作品中与之斗争，并逐渐与之和解。他们认为《尤利西斯》和《芬尼根人的觉醒》是天主教情感的表现， 坚持认为《青年艺术家的肖像》和《尤利西斯》的主角斯蒂芬所表达的宗教批判观点并不代表作者乔伊斯的观点。
乔伊斯对天主教的态度是一个谜，其中有两个乔伊斯：一个现代的乔伊斯抵制天主教传统，另一个则忠于天主教传统。 它也被描述为既肯定又否定的辩证法。例如，斯蒂芬·德达勒斯在《艺术家作为年轻人的肖像》中的陈述"“我不会服务于” “我不再相信” 总是与 be balanced “我也是……[一个]仆人” 和《尤利西斯》中莫莉·布卢姆的最后独白“是”来平衡。
一些评论家认为，乔伊斯明显的叛徒行为，与其说是对信仰的否认，不如说是一种蜕变， 对教会对精神生活和个人发展的负面影响的批评。 他被比作中世纪的流浪主教，他们离开了自己的组织，却没有离开思想的文化遗产。
乔伊斯本人对有关他的信仰的问题的回答常常模棱两可。例如，在《尤利西斯》完成后的一次采访中，乔伊斯被问到“你什么时候离开天主教会的”。他回答说：“这是教会应该说的”。

## 乔伊斯主要作品
- 《室內樂》（诗集，1907年）
- 《都柏林人》（短篇小说集，1914年）
- 《流亡》（剧本，1915年）
- 《一个青年艺术家的画像》（小说，1916年）
- 《尤利西斯》（小说，1922年）
- 《芬尼根的守灵夜》（小说，1939年）